# Адамово-Застава
Адамово-Застава (пол. Adamowo-Zastawa) — село в Польщі, у гміні Мельник Сім'ятицького повіту Підляського воєводства.
Населення — 48 осіб (2011).
У 1975-1998 роках село належало до Білостоцького воєводства.

## Демографія
Демографічна структура станом на 31 березня 2011 року:
|          | Загалом | Допрацездатний вік | Працездатний вік | Постпрацездатний вік |
| -------- | ------- | ------------------ | ---------------- | -------------------- |
| Чоловіки | 24      | 3                  | 16               | 5                    |
| Жінки    | 24      | 4                  | 9                | 11                   |
| Разом    | 48      | 7                  | 25               | 16                   |